# プロトクロロフィリドレダクターゼ
プロトクロロフィリドレダクターゼ（protochlorophyllide reductase）は、次の化学反応を触媒する酸化還元酵素である。
クロロフィリド + NADP+ {\displaystyle \rightleftharpoons } プロトクロロフィリド + NADPH + H+
反応式の通り、この酵素の基質はクロロフィリドとNADP+、生成物はプロトクロロフィリドとNADPHとH+である。
組織名はchlorophyllide-a:NADP+ 7,8-oxidoreductaseで、別名にNADPH2-protochlorophyllide oxidoreductase, NADPH-protochlorophyllide oxidoreductase, NADPH-protochlorophyllide reductase, protochlorophyllide oxidoreductase, protochlorophyllide photooxidoreductaseがある。